# Меморіальний комплекс Героїв України (Львів)
Меморіальний комплекс Героїв України — меморіал, де поховані українські військовослужбовці, які загинули під час російсько-української війни. Розташований на вулиці Мечникова. Складова частина Личаківського цвинтаря.

## Історія
У 2014 році на Личаківському цвинтарі почали проводити поховання загиблих українських військовослужбовців. Оскільки місця на одній із ділянок кладовища закінчилися, на початку весни 2022 року було вирішено Героїв ховати поруч із вояками УПА на Личаківському військовому цвинтарі.
20 травня 2022 року на засідання виконавчого комітету Львівської міської ради прийняли рішення провести архітектурний конкурс на кращу проєктну пропозицію меморіального комплексу військових поховань Героїв України на вул. Мечникова, на якому передбачаються військові поховання Героїв України, парк-сквер пам'яті Героїв та меморіальна площа.
8 серпня 2023 року під час засідання консультативної ради при департаменті архітектури та розвитку містобудування Львівської ОВА було ухвалено рішення про перенесення пам'ятки місцевого значення «Військовий меморіал — Личаківське військове кладовище», на Голосківський цвинтар.